# Bethlen Sámuel (főispán)
Bethlen Sámuel (?,  1663 – Nagyszeben, 1708), bethleni gróf, Küküllő vármegye főispánja, Marosszék főkapitánya.

## Élete
Talán legelső közszereplése az volt, amikor 1687-ben a betegeskedő I. Apafi Mihályt helyettesítő testületben feltűnt, aztán részt vett abban a küldöttségben is, amely következő év tavaszán tárgyalásokat folytatott Antonio Caraffa tábornokkal.
Igazi karrierje azonban 1691-ben indult, ekkor lett ugyanis Küküllő vármegye főispánja és a császári hadak ellátását biztosító országos főbiztosság inspektora. Az 1696. évi gyulafehérvári országgyűlésen táblai ülnökké nevezték ki, 1699-től pedig a marosszéki főkapitányságot is megkapta. A közszereplő Bethlen Sámuel portréjához hozzátartozik, hogy mintegy családi hagyományként, 1697-ben elvállalta a marosvásárhelyi református kollégium gondnokságát is.
A Rákóczi-szabadságharc erdélyi fellobbanásakor marosszéki főkapitányként egyike volt azoknak az erdélyi császárhű arisztokratáknak, akiket Jean-Louis Rabutin főhadparancsnok Erdély fegyveres védelmére a határokhoz rendelt. Ötszáz főnyi seregét azonban 1703. szeptember 20-án Szentbenedeknél szétverték a kuruc csapatok, s Bethlen Sámuel is csak futással menthette meg az életét. Erdély jó része II. Rákóczi Ferenc seregeinek ellenőrzése alá került.
A kurucok elől a Gubernium tagjai, a vármegyék főispánjai, a székek és városok elöljárói, illetve a Habsburg-hű arisztokraták a császári hadakkal megerősített Nagyszebenbe húzódtak, így tett Bethlen Sámuel is, aki haláláig az erdélyi rendek egyik legtekintélyesebb személyisége maradt Szebenben. Az 1704. augusztus 2-i nyilatkozatot, melyben a császárpárti rendek tiltakoztak Rákóczi Ferenc erdélyi fejedelemmé való megválasztása miatt, Bethlen Sámuel is aláírta. 
1707-ben a protestáns rendek nevében tiltakozni merészelt a császári katonaság túlkapásai miatt, így az egyébként Habsburg-hű Bethlen Sámuel számára kényszerlakhelyet rendeltek el. Nem is érte meg a zárlat feloldását, 1708 februárjában Nagyszeben városában érte a halál.
A borsai Nagy Borbálával, a „szálas, csontos, nagy tag, termetes, de jókedvű asszonnyal” 1684 januárjában kötött házasságából nyolc gyermek származott: István és Klára gyermekként haltak meg, a felnőttkort György, Ádám, Sámuel, Imre, Katalin és Farkas érték meg. Felesége másodjára Haller Istvánhoz, az országgyűlés elnökéhez ment nőül, 1710-ben azonban újból megözvegyült.
Bethlen Sámuel nagy érdeme, hogy keresztapjától, Budai Pétertől örökölt és 1694-ben birtokba vett alsórákosi Sükösd-kastélyt újjáépíttette.